# Årets träpris
Ej att sammanblanda med det svenska Träpriset, det norska Treprisen (no:Treprisen) och det danska Træprisen (da:Træprisen)

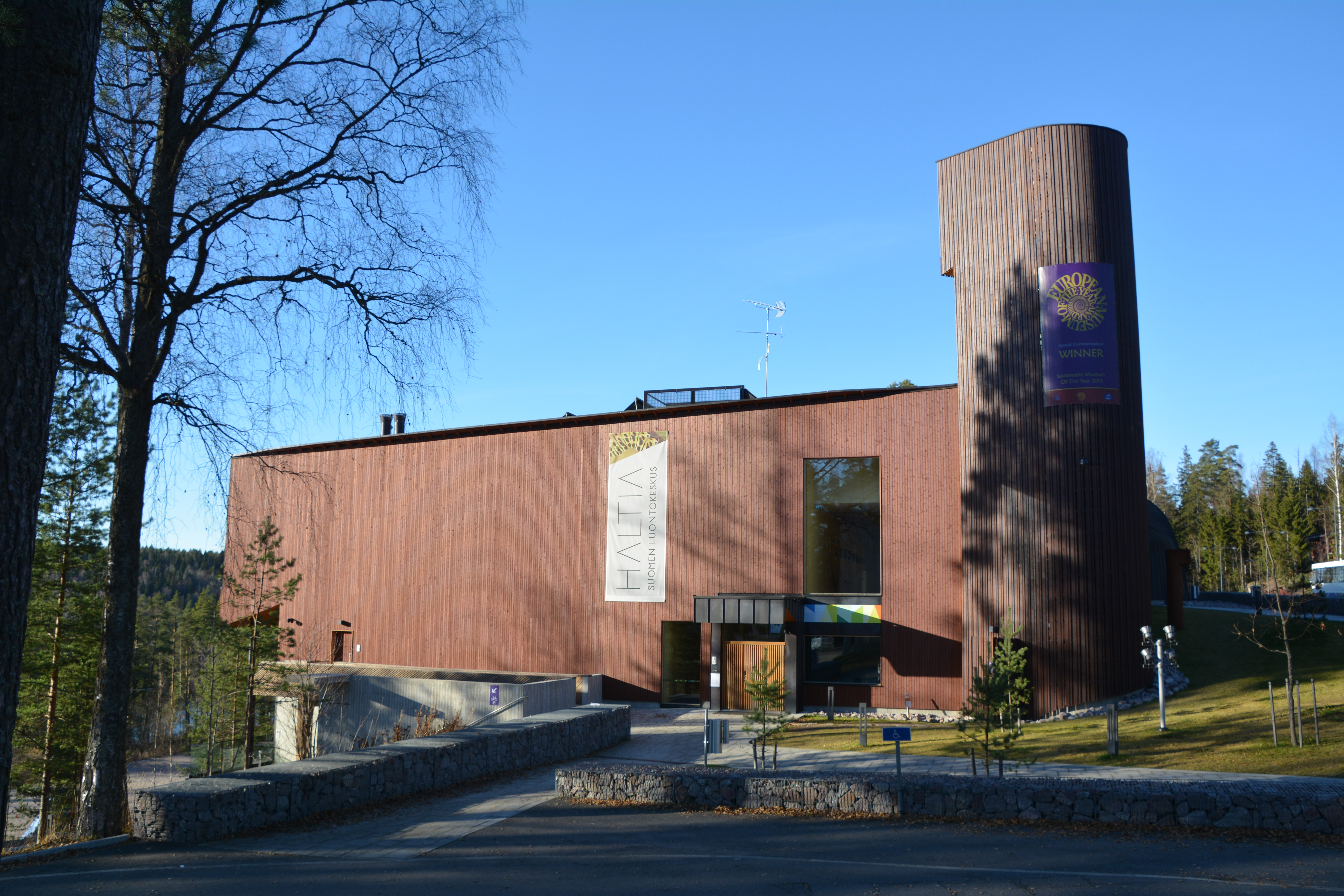
Finlands naturcentrum Haltia av Rainer Mahlamäki, pristagare 2013

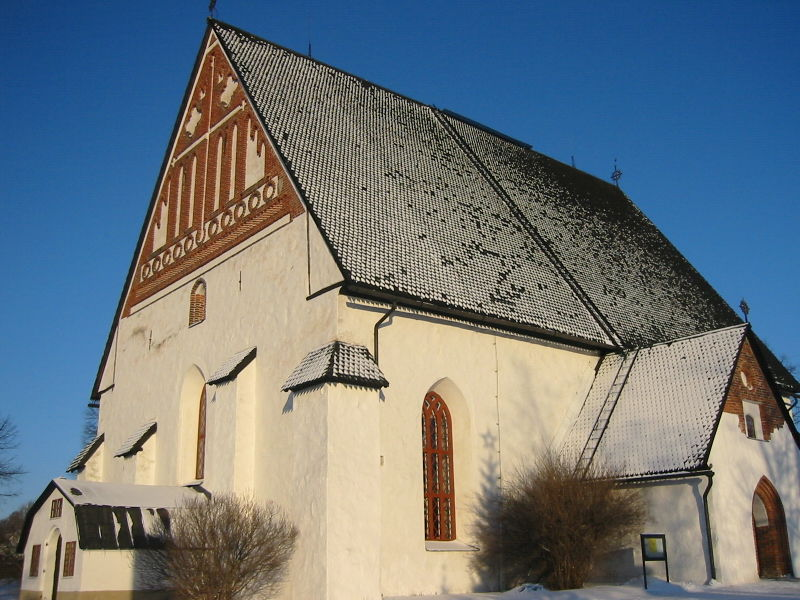
Borgå domkyrka 2006, pristagare 2008

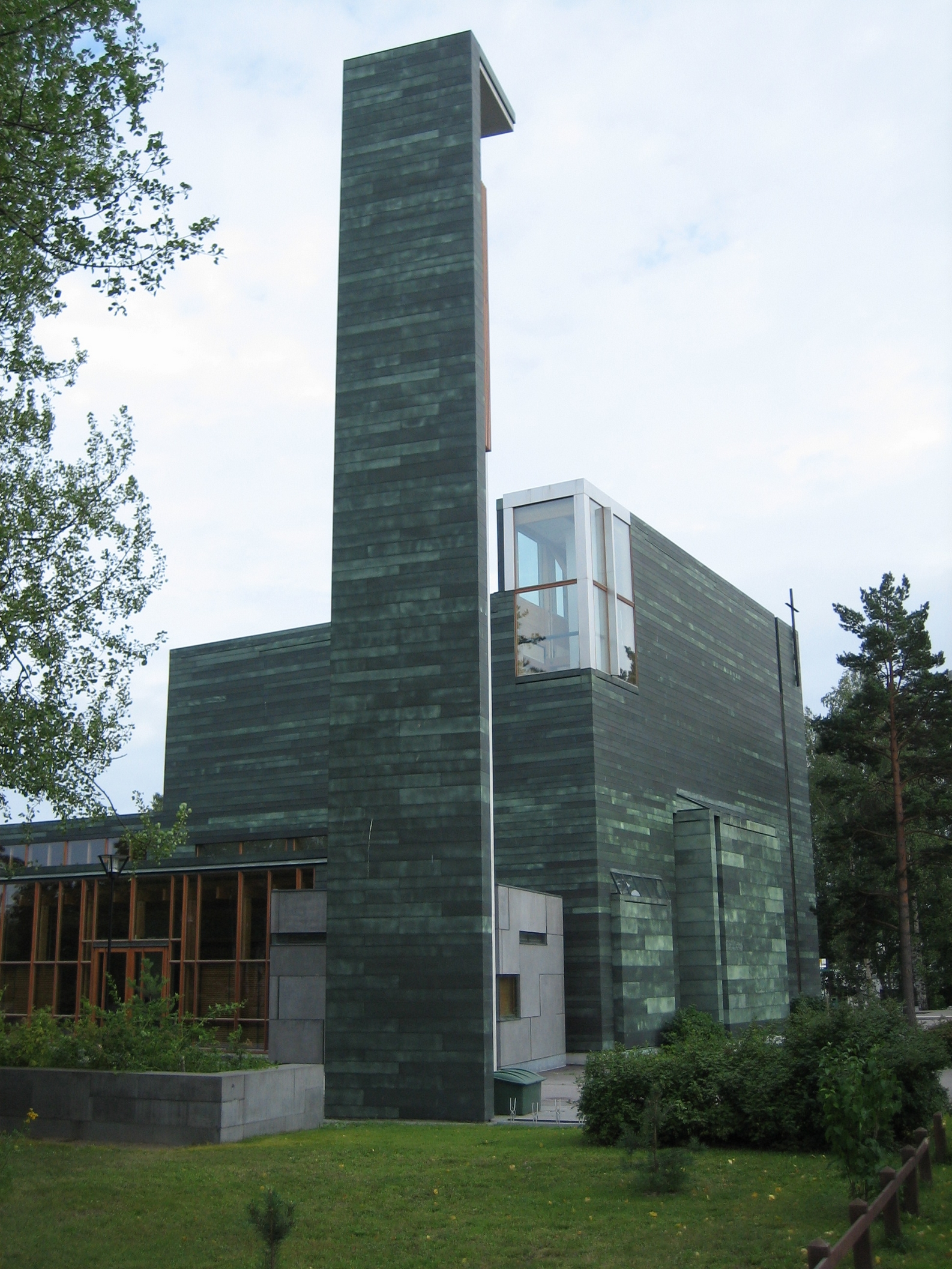
Degerö kyrka, pristagare 2004

Årets träpris (finska Vuoden puupalkinto) är ett finländskt pris för träbyggnation, som delas ut av föreningen Puuinfo sedan 1994.

## Prisbelönade objekt
- 2023 Monio gymnasium och kulturhus i Tusby
- 2022 Innertaket i flyplatshallen på Helsingfors-Vanda flygplats
- 2021 Daghemmet Silverdalen, Hålvik, Helsingfors
- 2020 Renovering och förnyelse av Helsingfors Olympiastadion
- 2019 Juensuu fyr (Juensuun Lighthouse) i Joensuu, ritad av Arcadia Oy
- 2018 Tuupala grundskola och daghem (Tuupalan alakoulu ja päiväkoti) i Kuhmo, ritad av Arkkitehdit Oy och  Arkkitehtitoimisto Karsikas Oy
- 2017 Niemenharju turisthotell (Niemenharjun matkailukeskus) i Pihtipudas, ritat av Studio Puisto Architects Oy
- 2016 Hirsikampus i Pudasjärvi, skolkomplex ritat av Pekka Lukkaroinen
- 2015 Trähackan, ett åttavåningars bostadshus i Jyväskylä, ritat av Anssi Lassila
- 2014 Tillbyggnaden på Serlachiusmuseet Gösta i Mänttä av Boris Bezán, Hector Mendoza och Mara Partida
- 2013 Finlands naturcentrum Haltia, vid Noux nationalpark i Esbo, av Rainer Mahlamäki
- 2012 Puuera, femvåningars bostadshus i trä i Vierumäki i Heinola, av Mika Ukkonen[1]
- 2011 Skogstyrelsens kontorshus i Rovaniemi
- 2010 Högisolerat modellhus, konstruerat av Aalto-universitetet
- 2009 Fölisöns friluftsmuseum
- 2008 Renoveringen av Borgå domkyrkas tak
- 2007 Snäckan, enfamiljshus i Köklax av Olavi Koponen
- 2006 Finnforest Modular Office, kontorshus i Hagalund i Esbo[2]
- 2005 Metlahuset, Skogsforskningsinstitutet i Joensuu
- 2004 Degerö kyrka i Helsingfors, av Kari Järvinen och Merja Nieminen, samt 
 Solbackens (Aurinkorinne) småhusområde i Esbo
- 2003 Bostadsområde i Linnanmaa i Uleåborg
- 2002 Kierikki stenålderscentrum i Uleåborg, samt
Sibeliushuset i Lahtis av Kimmo Lintula och Hannu Tikka
- 2000 Bron vid Vihantasalmi i Mäntyharju kommun
- 1998 Hyreshus i Vik i Helsingfors
- 1996 Receptionsbyggnaden på Kylmäluoma camping i Taivalkoski
- 1994 Metsola-skolan i Helsingfors

## Fotogalleri

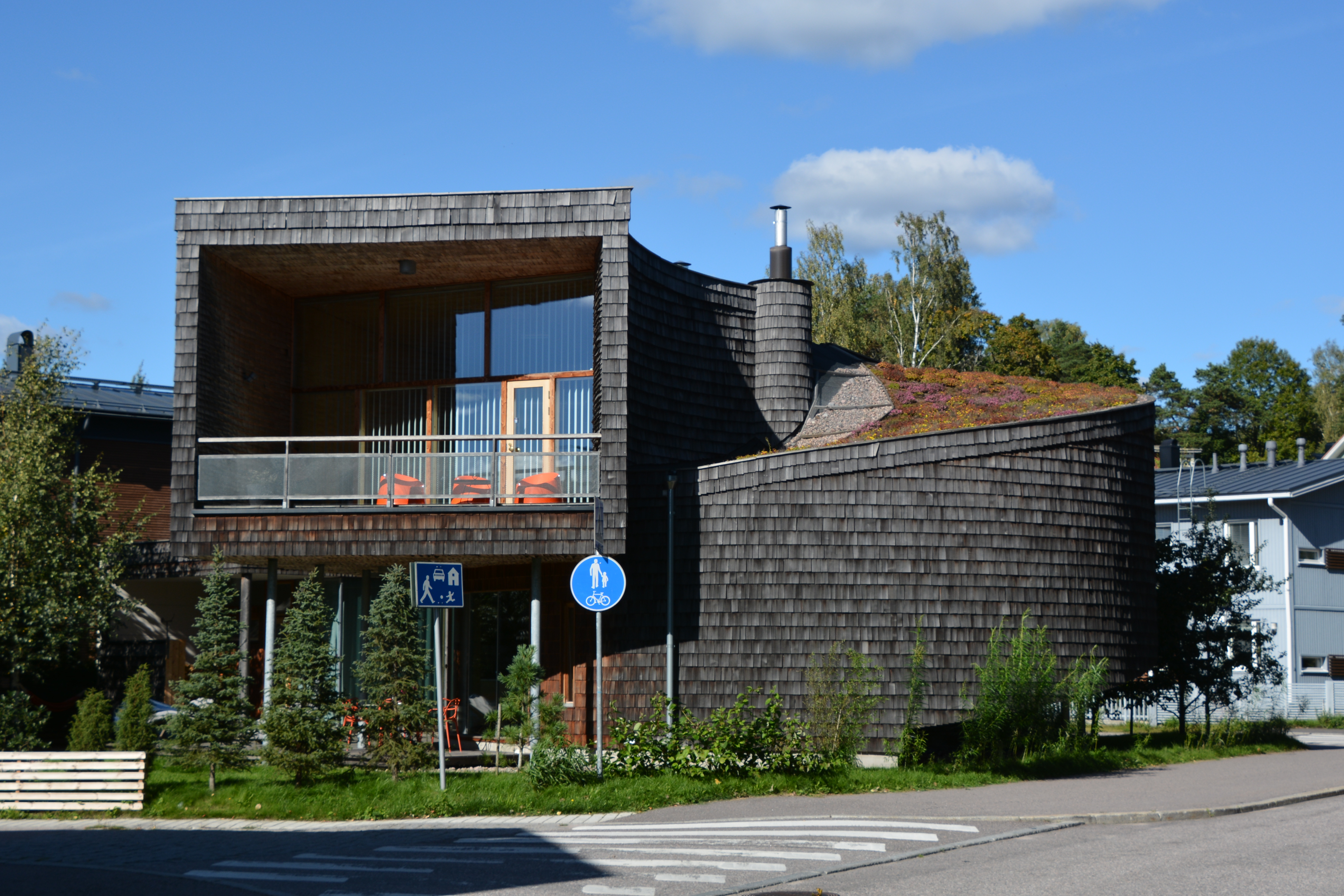
Snäckan av Olavi Koponen (pris 2007)
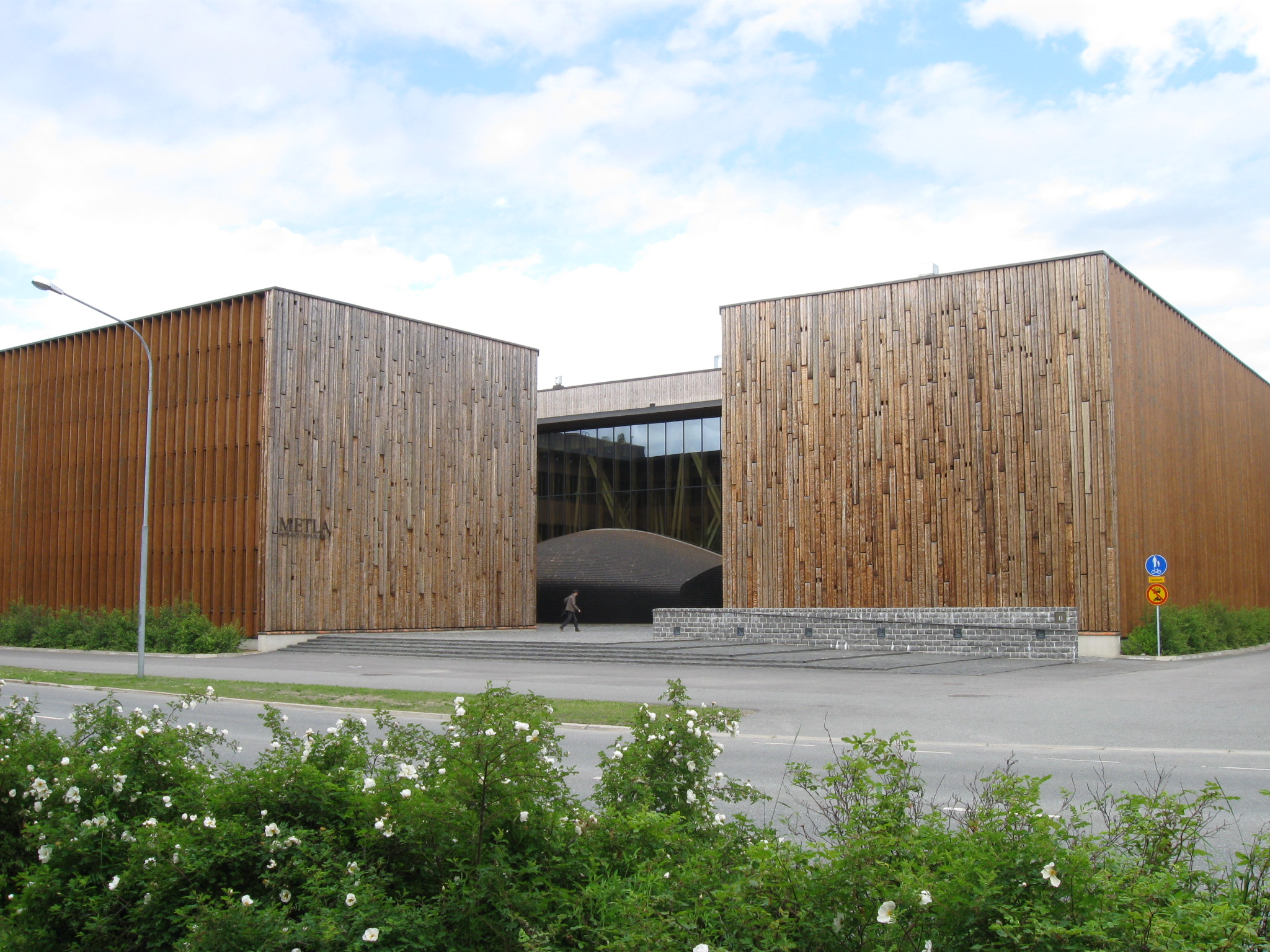
Metlahuset i Joensuu (pris 2005)
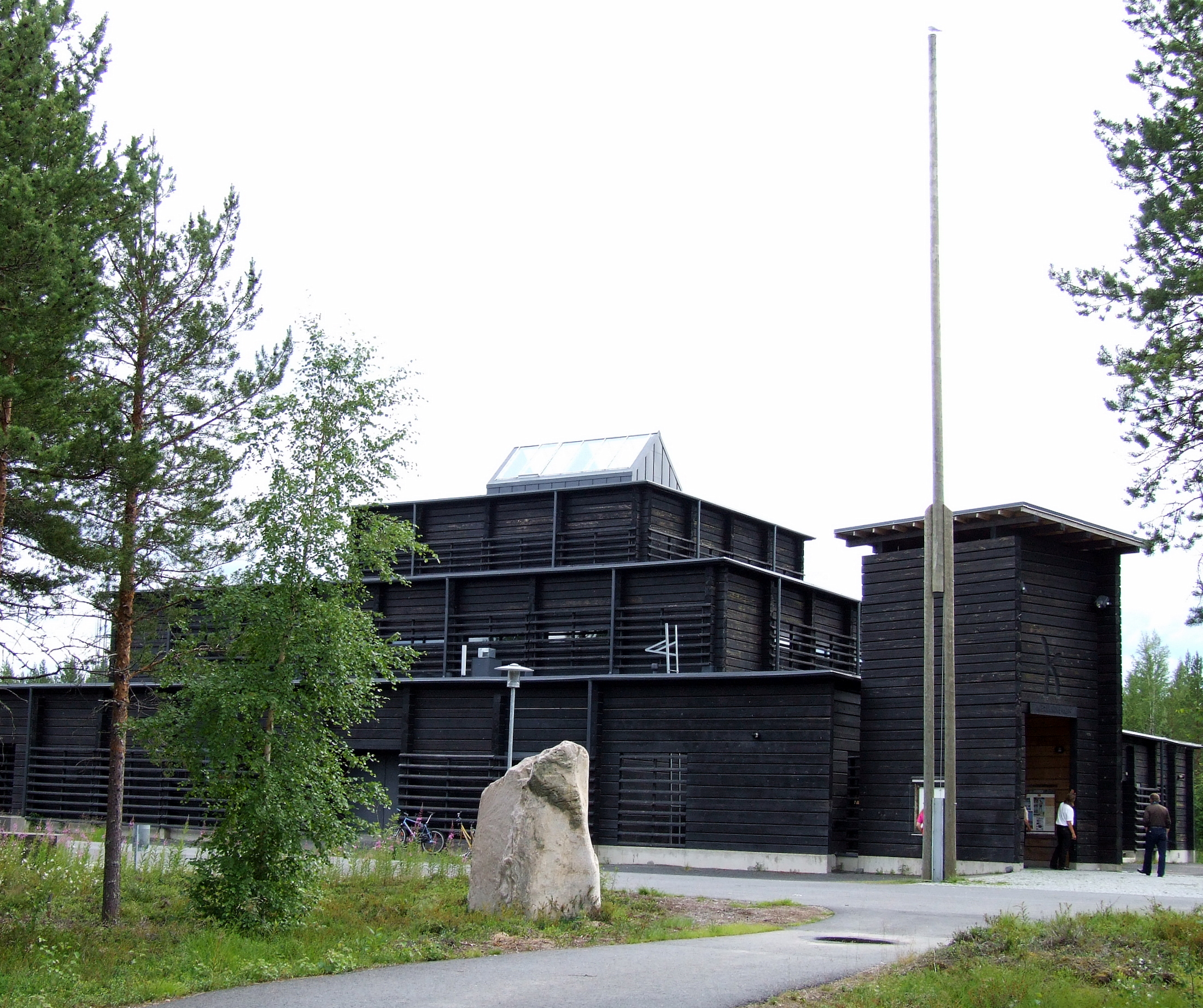
Kierikki stenålderscentrum i Uleåborg (pris 2002)
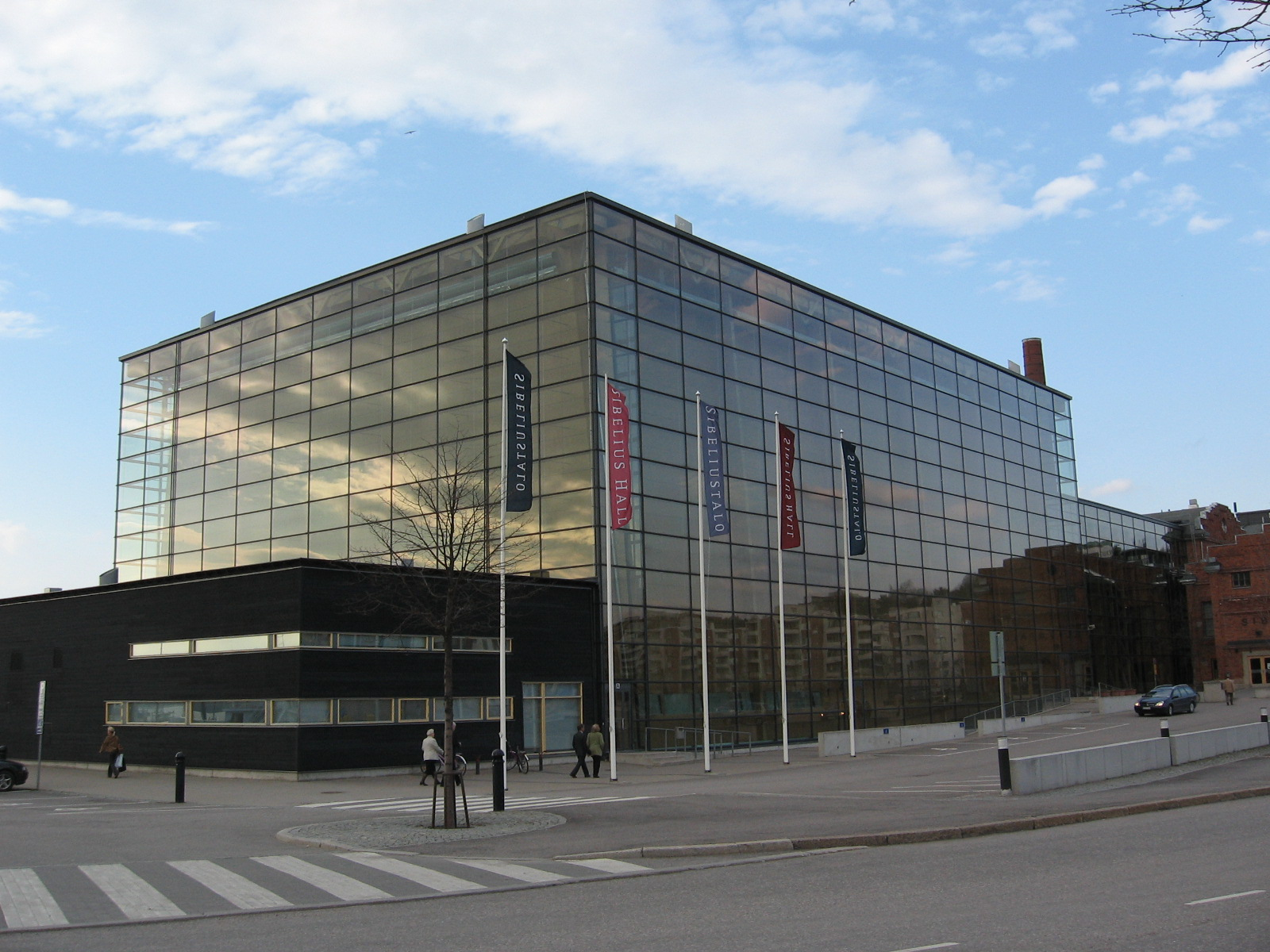
Sibeliushuset i Lahtis (pris 2002)
Bron vid Vihantasalmi (pris 2000)